# Bernard de Lacépède
Bernard Germain Étienne de Laville-sur-Illon, conde de Lacépède, a veces llamado de la Cépède (Agen, 26 de diciembre de 1756 - Épinay-sur-Seine, 6 de octubre de 1825), fue un zoólogo, político y músico francés.

## Biografía

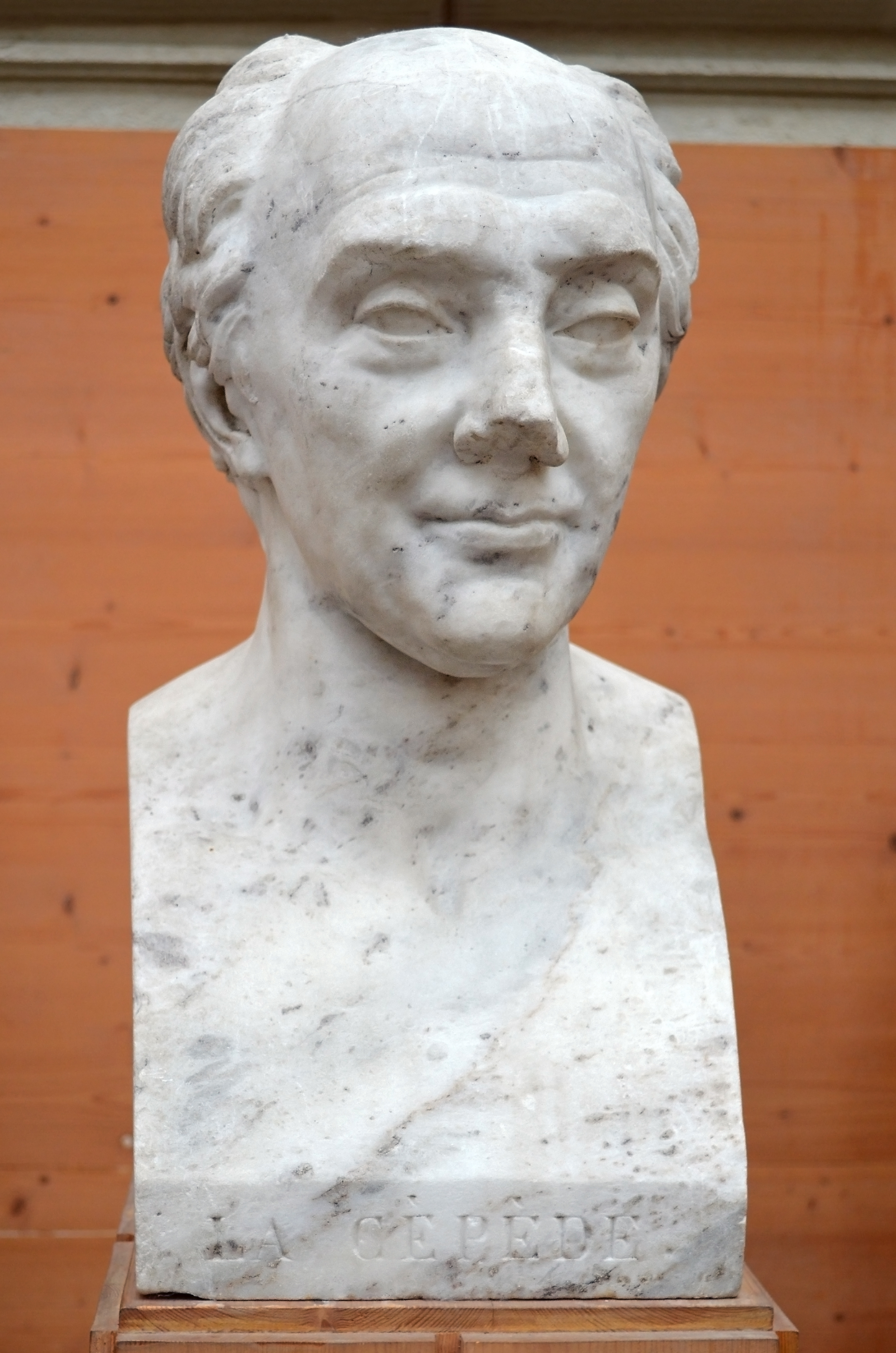
Lacépède, por David d'Angers (1824).

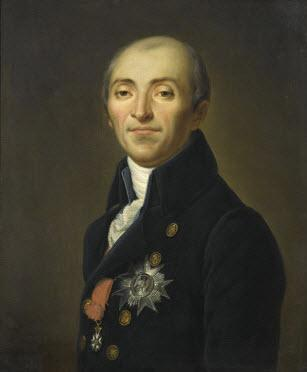
Lacépède, por Louis Hersent (1777-1860)

Consagrado de joven al estudio de la filosofía y la música, y de carácter poco sociable, sus lecturas de la "Histoire Naturelle" de Buffon y su posterior amistad con este lo inclinarían al estudio de las ciencias naturales. Residente en París desde 1777, en 1785 lo recomendará para un puesto en el Jardín du Roi y lo alentaría a continuar aumentando y complementando la "Histoire Naturelle". Mientras tanto, su principal entretenimiento sigue siendo la música. Además de convertirse en un notable ejecutante de piano y órgano, abordará la composición siendo autor de cinco óperas: Armide (1777, perdida), Omphale (1783, no publicada), Scanderbeg (ca. 1785, destruida por el autor), Cyrus (ca. 1785) y Alcine (1786, no publicada). Algunas de ellas merecerán los elogios de Gluck.
Publica numerosas obras de historia natural, especialmente sobre fauna marina. Entre 1787 y 1789 aparecerá su Histoire naturelle des quadrupèdes ovipares et des serpens, la primera obra de envergadura sobre anfibios y reptiles destinada a un público masivo. Sus ilustraciones son mediocres, y no mejora la taxonomía de estos animales, por lo que en este campo el trabajo de Josephus Nicolaus Laurenti (1735-1805), aunque más antiguo (1768), es notablemente superior. A pesar de estas limitaciones, la obra de Lacépède contribuye a alentar el estudio de estas especies.
Después de la Revolución francesa, Lacèpéde será elegido miembro de la asamblea legislativa. Siendo opuesto a Robespierre, para salvar su vida se exiliará durante el período del Terror. Hacia 1795 regresa a París; en ese año se convierte en secretario perpetuo de la Académie des sciences, y retorna al Jardín du Roi (renombrado para entonces Muséum national d'histoire naturelle y conocido como Jardín des plantes) cuando la cátedra de vertebrados es dividida en dos, haciéndose cargo de nueva cátedra de ictiología y herpetología que formalmente ocuparía hasta su muerte, aunque en la práctica será reemplazado en 1803 por André Marie Constant Duméril. También será director del Museum por un año, entre 1795 y 1796.
En 1798 publica el primer volumen de su Histoire naturelle des poissons, cuyo quinto y último volumen aparecerá en 1803. Coincidentemente, dedica cada vez más de su actividad a la política, hasta abandonar todas las actividades de investigación y enseñanza en 1803. En 1799 Napoleón Bonaparte le propone ser ministro del interior; rechaza el cargo, pero acepta ser senador, y será presidente del Senado en 1801. En 1804 es ministro de estado. Continuará en varias funciones políticas, entre ellas el desarrollo social y financiero de la Legión de Honor, de la que será el primer gran caballero (desde 1803) y el primer canciller. Con la caída de Napoleón se retirará de la vida política, dedicando los diez últimos años de su vida a la escritura de una historia de la humanidad. Su última obra, Les âges de la nature et l'histoire de l'espèce humaine, quedará inconclusa; víctima de una epidemia de viruela, morirá en su finca de Épinay en la noche entre el 6 y el 7 de octubre de 1825.